# Epithalassius
Epithalassius is een vliegengeslacht uit de familie van de slankpootvliegen (Dolichopodidae).

## Soorten
- E. corsicanus Becker, 1910
- E. elegantula Villeneuve, 1920
- E. sanctimarci Mik, 1891
- E. stackelbergi Beschovski, 1966